# Börje Lundins julafton
Börje Lundins Julafton er en kassette af den svenske musikeren og komponisten Errol Norstedt fra 1987.
I modsætning til næsten alle andre plader og kassetter er kassetten en form af hørespil, hvor alle figurer er portrætteret af Errol Norstedt. Men der er også sange, der spilles mellem de forskellige situationer.
Historien finder sted under en juleaften i Västergötland, og hovedpersonerne er brødrene Börje & Sven Lundin og deres ven Ljungbacka-Erik.

## Handling
Kassetten begynder med, at en præst takker kirkevagtmesteren for kaffen og siger, at han vil gå ind i kirken, før han går hjem. Vagtmesteren undrer sig over, om han skulle holde ham i selskab, men præsten nægter.
Efter dialogen mellem præsten og vagtmesteren vendes fokus mod Börje Lundin og Sven Lundin, der går på slæde til kirken. De medbringer mad, dansk juleøl og spiritus, som Börje har til hensigt at invitere præsten til. Börje fortæller Sven, at præsten er en gammel ven. Börje fortæller også, at præsten hedder Börje Gustavsson, og sidste gang de mødte, gik Börje med ham i sin EPA-traktor. Sven siger, at der ikke er nogen prædiken julaften eftermiddag, men på juledag morgen. Börje hævder, at det er juleaften eftermiddag, og når han ser, at det stadig er oplyst i kirken, bliver han mere overbevist om, at han har ret. Men når de ankommer til kirken, stopper hesten ikke, så Börje beordrer Sven at skyde hesten bagpå, og så stopper den. Derefter bringer de indholdet af slæden ind i kirken.
De kommer ind i kirken, og det viser sig, at Sven har ret, at der ikke er nogen prædiken før morgenen efter. Börje Lundin beordrer Sven at holde Börje Gustavsson, og de tvinger ham til at drikke spiritus, derefter forlader de kirken og overlader mad, øl og spiritus til præsten.
Når de går hjem, er Börje vred på Sven, fordi han skød hesten i lårbenet i stedet for bagdelene, så de er nødt til at gå i sneen. Börje fortæller derefter Sven, at han har inviteret Ljungbacka-Erik og hans kæreste Lisa til at fejre jul sammen med dem som en overraskelse for Sven. Sven indrømmer derefter, at han har arrangeret en overraskelse for Börje, hvilket gør ham så vred, at han truer med at slå Sven, hvis han ikke fortæller ham det, fordi Börje ikke klarer det, når man holder noget hemmeligt for ham. Sven fortæller, at han har vasket og smurt vaseline i vaginan på deres ko Rosa, så Börje kan have en mere behagelig sex med hende. Når de kommer hjem går de ind i stalden og Börje tager en palle at stå på, så trænger han ind i Rosa, indtil han får orgasme, men når de ser, at Ljungbacka-Erik er på vej, skynder de sig til huset da Börje siger, at han ikke må have samleje med Rosa for Ljungbacka-Erik bliver jaloux, hvis han får kendskab til det.
Kassettens A-side afsluttes med en vred Skåning mener, at det er ubehageligt med tidslover, og han skælder ud, at man kan optage sådanne ting.
B-siden af kassetten starter med, at Börje og Sven byder Ljungbacka-Erik og Lisa velkommen, de tester Börjes og Svens egne lavede spiritus, som de kalder Börjes og Svens julespecialer, og Börje fortæller Erik, at de var i kirken og tvang præsten til at drikke spiritus. Ljungbacka-Erik har en harmonika, så han og Börje og Sven spiller en sang kaldet "Köks-Schottis", mens kaffen koger.
Efter sangen ønsker Börje, at Erik skal tale en monolog for Sven, og han er enig i at fortælle en kort. Han siger "räva" (et dialektord fra Västergötland for balde) og Sven, Börje og Lisa griner sammen med Ljungbacka-Erik. Når de er færdige med at grine, ønsker Börje at se Ljungbacka-Erik have sex med Lisa på komfuret, mens Börje og Sven ser på. Erik accepterer dette med det samme, Lisa gør det først, når Erik overtaler hende. Når Erik har en orgasme, klapper Börje og Sven. Börje vil derefter køre til Skara og slå Bert Karlsson. Erik mener det ikke er nødvendigt, men Börje vil stadig buste ham, så de kører væk til Skara.
Når de ankommer til Bert Karlssons hjem, begynder de at kaste snebolde på Karlssons vinduer, så de bliver knust, hvilket gør Bert Karlsson rasende. Börje fortæller Bert, at han narret Eddie Meduza til at tro, at han ville blive verdensberømt hos Bert. Men når han forlader Bert, fordi han ikke er tilfreds, beskylder Bert Eddie og siger, at han fyrede ham. Bert benægter det, og de fortsætter med at kaste snebolde på hans vindue. Derefter kører de derfra, og kassetten slutter med, at Börje Lundin ønsker lyttere god jul og godt nytår.

## Spor
Side A
1. "Fjantige Fabian Besjunger Kuken" - 01:36
2. "Kliar Mig I Röven" 02:31

Side B
1. "Hodet E' Jättelidet" - 02:44
2. "Köks-Schottis" - 03:03
3. "Perrva-Rock" - 03:22

### Sangtitler på dansk
- Fjantige Fabian Besjunger Kuken - Fjollede Fabian Besynger Pikken.
- Kliar Mig I Röven - Kløer Mig I Røven.
- Hodet E' Jättelidet - Hovedet Er Kæmpelille ("Hode" er skånsk for hoved).
- Köks-Schottis - Køkken-Schottish.
- Perrva-Rock - Knalde-Rock ("perrva" er et dialektalt ord fra Västergötland).